# Fars frygtelige feriedage
Fars frygtelige feriedage er en amerikansk komediefilm fra 1985 instrueret af Amy Heckerling efter manuskript af John Hughes og med Chevy Chase, Beverly D'Angelo, Dana Hill og Jason Lively i hovedrollerne som den skøre familie Griswold.

## Eksterne Henvisninger
- Fars frygtelige feriedage på Internet Movie Database (engelsk)
- Fars frygtelige feriedage på Filmdatabasen
- Fars frygtelige feriedage på Scope
- Fars frygtelige feriedage i Svensk Filmdatabas (svensk)
- Fars frygtelige feriedage på AlloCiné (fransk)
- Fars frygtelige feriedage på MovieMeter (nederlandsk)
- Fars frygtelige feriedage på AllMovie (engelsk)
- Fars frygtelige feriedage hos American Film Institute (engelsk)
- Fars frygtelige feriedage på Turner Classic Movies (engelsk)
- Fars frygtelige feriedage på The Movie Database (engelsk)